# Bustier

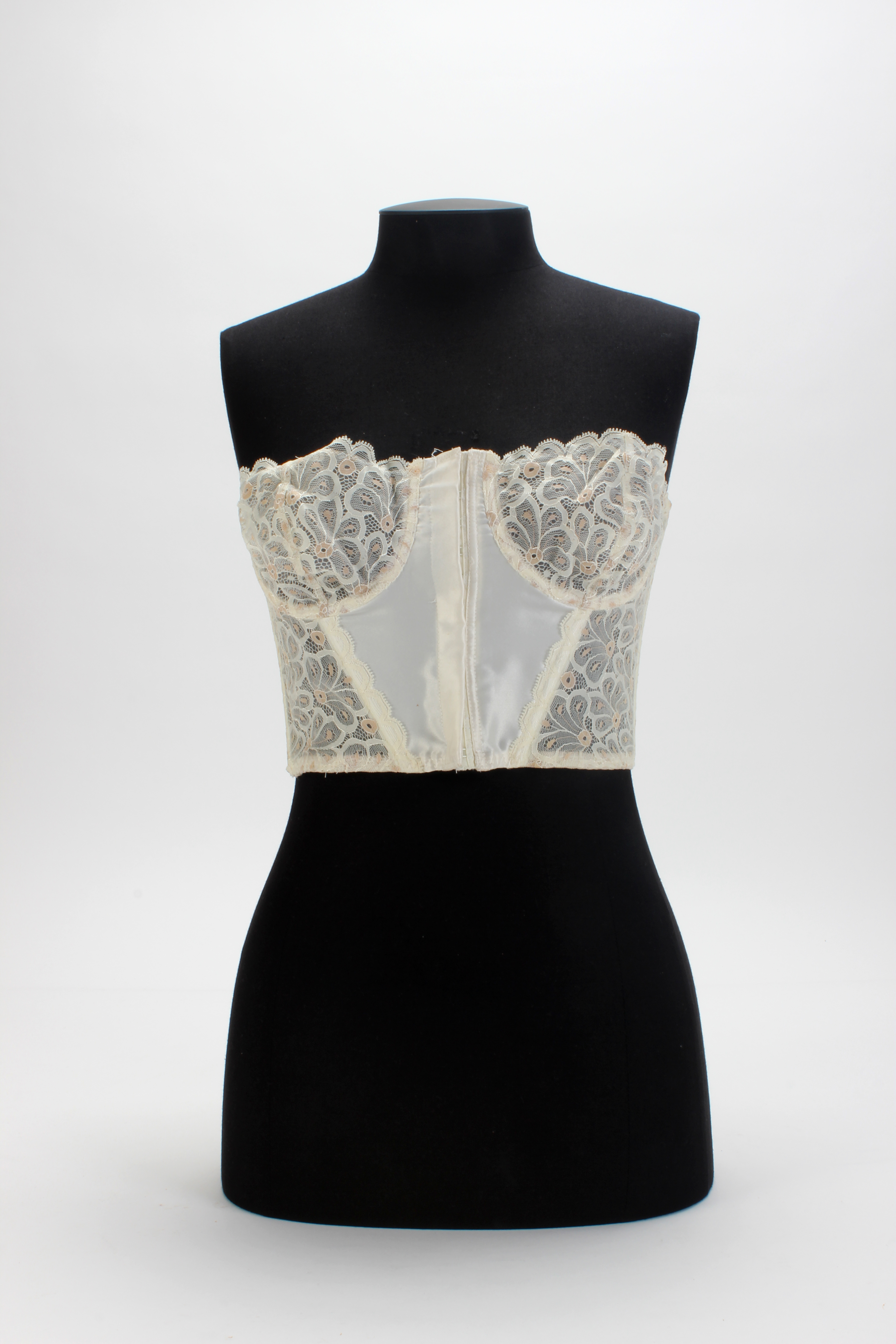
Bustier aus cremefarbenem Nylonsatin mit Körbchen aus Nylonspitze, 1980er Jahre, Sammlung des Auckland War Memorial Museum

Ein Bustier ([bysˈtje]; von französisch buste ‚Oberkörper‘, ‚Büste‘) ist ähnlich dem Torselett ein eng anliegendes kurzes Oberteil, welches jedoch kürzer ist. Es reicht nur bis zu den Rippen oder der Taille. Es dient, ähnlich wie ein BH, dazu, die weibliche Brust in Form zu bringen und zu halten.
Ein Vorläufer des Bustiers ist der Korsettschoner, ein Kleidungsstück aus weißem Leinen bzw. Baumwolle, das im späten 19. Jahrhundert über dem Korsett getragen wurde, um die Innenseite der Taille oder Bluse vor Abrieb durch die Korsettschließe (Planchet) zu schützen. Die letzten Korsettschoner sind kaum von den flachen Büstenhaltern der 1920er Jahre zu unterscheiden.